# Мясников, Виктор Николаевич
Виктор Николаевич Мясников (род. 3 сентября 1948, Чистополь, Татарская АССР) — советский спортсмен, чемпион СССР в беге с барьерами, мастер спорта СССР международного класса, Заслуженный тренер СССР, Заслуженный тренер БССР.

## Биография
Родился 3 сентября 1948 года в городе Чистополь, Республики Татарстан. Воспитанник спортивного общества минского «Динамо». В 1972 году участник летних Олимпийских игр в Мюнхене, в 1976 году — финалист (8-е место) Олимпийских игр в Монреале. После завершения спортивной карьеры стал тренером. В настоящее время работает тренером в Республиканском центре олимпийской подготовки по легкой атлетике города Минск.

## Спортивная карьера
- Чемпион Европы 1976 (в помещении) в беге на 60 м с барьерами, серебряный призёр чемпионата Европы (в помещении) 1977[4].
- Чемпион СССР в беге на 110 м с барьерами 1972, 1974, 1976, 1977[4].
- Чемпион СССР (в помещении) 1975, 1976 в беге на 110 м с барьерами[4].
- Рекордсмен СССР в беге на 110 м с/б: 13,50 с — 24.6.1976 г., 13,47 с — 7.7.1978 г., 13,41с — 24.05.1980 г.